# 约翰尼斯·索特·马塞利诺
约翰尼斯·索特·马塞利诺（2003年5月2日—），印尼男子羽毛球運動員，來自西爪哇省茂物，為現役印尼國家队隊員。

## 選手生涯
2023年，约翰尼斯·索特·马塞利诺在古瓦哈蒂羽毛球大師賽奪得男子單打冠軍。
2024年，约翰尼斯·索特·马塞利诺参加多项國際賽事，亦入選亞洲羽毛球團體錦標賽印尼代表隊。該年他在印尼羽毛球國際挑戰賽奪冠、在北干巴魯大師賽和泗水大師賽兩站超級100級別賽事晉級四強。

## 主要比賽成績
只列出曾進入準決賽的國際賽事成績：
| 年份   | 賽事                       | 公開賽級別 | 項目     | 成績   |
| ------ | -------------------------- | ---------- | -------- | ------ |
| 2023年 | 古瓦哈蒂羽毛球大師賽       | 超級100賽  | 男子單打 | 冠軍   |
| 2024年 | 印度尼西亞羽毛球國際挑戰賽 | 國際挑戰賽 | 男子單打 | 冠軍   |
| 2024年 | 印尼北干巴魯羽毛球大師賽   | 超級100賽  | 男子單打 | 準決賽 |
| 2024年 | 印尼泗水羽毛球大師賽       | 超級100賽  | 男子單打 | 準決賽 |
| 2025年 | 亞洲羽毛球混合團体錦標賽   | 其他       | 混合團体 | 冠軍   |

| 2018-2026年 | 總決賽 | 超級1000賽 | 超級750賽 | 超級500賽 | 超級300賽 | 超級100賽 | 國際挑戰賽 | 國際系列賽 | 未來系列賽 | 其他 |

## 外部連結
- 约翰尼斯·索特·马塞利诺在世界羽球聯盟的登錄資料